# Neble (Møn)
54°57′34″N 12°14′34″Ø / 54.95944°N 12.24278°Ø
 For alternative betydninger, se Neble. (Se også artikler, som begynder med Neble)
Neble er en lille bebyggelse i Stege Sogn ca. 4 km syd-sydvest for Stege på Møn. 
Neble ligger i Vordingborg Kommune og hører til Region Sjælland. 
Neble nævnes første gang omkring 1370 som Nybøle, hvilket var det officielle navn frem til 1802. På trods af navneskiftet blev det gamle navn brugt i folkemunde, hvilket muligvis også har givet anledning til, at byen på Møn til tider benævnes Nøbølle.
Ved Neble findes jættestuen Jordehøj med adgang fra Pejdervej. En 8 meter lang gang fører ind til et 10 meter langt kammer. I 1836 blev kammeret udgravet af købmand C.F. Hage i Stege, som fandt skeletter, flinteredskaber, lerkar og ravperler. 
Nationalmuseet restaurerede højen i 1988.
|  | Denne artikel om lokaliteten Neble (Møn) kan blive bedre, hvis der indsættes et (bedre) billede. Du kan hjælpe ved at afsøge Wikimedia Commons for et passende billede eller lægge et op på Wikimedia Commons med en af de tilladte licenser og indsætte det i artiklen. |